# Tom Beck
Thomas „Tom“ Helmut Beck (ur. 26 lutego 1978 w Norymberdze) – niemiecki aktor, piosenkarz i przedsiębiorca. 
Odtwórca roli komisarza Bena Jägera w serialu kryminalnym RTL Kobra – oddział specjalny (Alarm für Cobra 11 – Die Autobahnpolizei, 2008-2013), za którą w 2012 i 2013 został uhonorowany dwoma statuetkami Bravo Otto dla najlepszej gwiazdy telewizyjnej, przyznawanymi przez niemiecki dwutygodnik dla młodzieży „Bravo”, a także wspólnie z Erdoğanem Atalayem był nominowany do nagrody Bambi dla ulubionego serialu telewizyjnego.

## Życiorys

### Wczesne lata
Swoje dzieciństwo przeżył w norymberskiej eksklawie Brunn. Kiedy miał pięć lat, nauczył się grać na akordeonie, perkusji, gitarze, organach i fortepianie. W 1998 ukończył gimnazjum Neues Gymnasium Nürnberg, a następnie odbył służbę wojskową. W latach 1999–2003 studiował na wydziale muzyczno-aktorskim w Akademii Teatralnej im. Augusta Everdinga w Monachium.

### Kariera
Występował na deskach teatrów: Prinzregententheater w Monachium w musicalu Na przepustce (On the Town, 2002), Stadttheater Hildesheim w musicalu Hair (2003), Metropoltheater w Monachium w sztuce Ingvara Ambjørnsena Elling (2004), Stadttheater Erfurt w musicalu Miasto aniołów (City of Angels, 2004), Theater Heilbronn w spektaklu Dzikie przyjęcie (The Wild Party, 2005), K 4 Künstlerhaus w Norymberdze w musicalu Moulin Rouge i Theater St. Gallen w musicalu Grease jako Danny Zuko (2006–2007), z którym w 2007 roku odbył tournée po Niemczech, Austrii oraz Szwajcarii.
Karierę aktorską rozpoczynał od gościnnych występów w dwóch serialach kryminalnych ZDF Küstenwache (2004) i Der Ermittler (2004). Pojawił się w także jednym z odcinków serialu ARD Telefon 110 (Polizeiruf 110, 2006).
W 2007 nagrał trzy piosenki, które ukazały się na płycie soundtracku Aus der Tiefe des Raumes.
W marcu 2011 światło dzienne ujrzała pierwsza solowa płyta Toma Superficial Animal. Promowały ją single: „Sexy” i „Drive My Car”. Kilka miesięcy później – 11 listopada wyszła reedycja specjalna wydanego w marcu krążka. Zawierała ona płytę CD z dodatkowymi utworami oraz DVD na którym znalazły się m.in. klipy video z pierwszego albumu. Reedycję promowała kompozycja pt. „The Longing”. 
W styczniu 2012 wziął udział w akcji promującej bezpieczeństwo w ruchu drogowym. Efektem tej akcji był singiel „Der Moment”, który ujrzał światło dzienne 20 stycznia, gdzie też Tom śpiewa w swoim ojczystym języku (niemieckim). 1 czerwca 2012 ukazało się DVD z trasy zatytułowane Superficial Animal Tour 2011. Występ został zarejestrowany w czasie koncertu w Music Hall w Kolonii w 2011. Miesiąc później poinformował, że udaje się do Nashville w USA w celu nagrywania swojego drugiego krążka. Efektem tej wyprawy był wydany na początku października 2012 krążek Americanized, z którego pochodzą trzy single: „Ain't Got You”, „Nice Guys Finish Last” i „When You Go”. 
Rok po wydaniu drugiej płyty, ukazał się zapis w formacie 2CD z trasy koncertowej promującej wspomniany album. W grudniu 2013 został wydany singiel „This Time”, którym pożegnał się z serialem Kobra – oddział specjalny.

## Życie prywatne
W 2015 związał się z Chryssanthi Kavazi, zawarł związek małżeński 25 sierpnia 2018 w Gifhorn. 9 listopada 2019 został ojcem syna.

## Filmografia

### Filmy
- 2004: Mädchen Mädchen 2 jako muzyk
- 2009: Miłość z przedszkola 2 (Zweiohrküken) jako listonosz
- 2013: Ohne Gnade jako Kroko-Popper
- 2013: Schlussmacher jako świadek na ślubie
- 2014: Irren sind Männlich jako Carsten
- 2014: Vaterfreuden jako Ralph
- 2015: Die Abhandene Welt jako Florian
- 2015: Alles ist Liebe jako Jan Silber

### Filmy telewizyjne
- 2004: Eine unter Tausend jako Tim
- 2004: Ein krasser Deal jako Yogi
- 2005: Reblaus, jako Julian
- 2005: Czerwony Kapturek (Rotkäppchen) jako książę
- 2006: Rosamunde Pilcher: Kraina tęsknoty (Rosamunde Pilcher – Land der Sehnsucht) jako Taylor Ravenhurst
- 2007: Beim nächsten Tanz wird alles anders jako Marco
- 2007: Dziewczyny z Alei Parkowej (Die Frauen der Parkallee) jako Philipp Stern
- 2007: Spurlos – Alles muss versteckt sein jako Damir Sahilovic
- 2008: FunnyMovie - Dörte's Dancing jako Jimmy
- 2010: C.I.S. – Chaoten im Sondereinsatz jako Ben Jäger
- 2011: Ausgerechnet Sex! jako Roy
- 2011: Geister: All Inclusive (Pogromca duchów) jako Toni
- 2015: Einstein jako Felix „Einstein” Winterberg
- 2015: Meine allerschlimmste Freundin jako Wolfgang

### Filmy krótkometrażowe
- 2003: Beck-Stage – program solowy
- 2005: HelloOH
- 2005: Die Suche
- 2006: Die Suche jako David
- 2007: Miss Lucifer! jako Chris

### Seriale
- 2003: Die Schampus-Bauern – Geld wie Heu jako Angelo
- 2004: Der Ermittler – Objekt der Begierde jako Tom Pankowski
- 2004: Küstenwache – In der Höhle des Löwen jako Behrends
- 2005: Rosenheim Cops – Der Tod kam auf Kufen jako Uli der Eisbär
- 2005: Carwash – Der Kadett jako Tom Wegemann
- 2005: Alles außer Sex – Stille Nacht, heimliche Nacht jako Enno
- 2005: Schulmädchen – Sexdiät jako Michi
- 2005: Schulmädchen – Hilfe, ich bin lesbisch jako Michi
- 2006: In aller Freundschaft – Starke Söhne jako Carsten Michaelis
- 2006: Telefon 110 (Polizeiruf 110) – Tod im Ballhaus jako Frank Uhlich
- 2006: Der letzte Zeuge – Tod eines Tänzers jako Lennard von Stoiben
- 2007: SOKO 5113 – Gestorben wird immer jako Markus Bräuer
- 2007: Nasz Charly (Unser Charly: Charly macht Musik) jako Timo
- 2008: Forsthaus Falkenau – Gefangen auf Teneriffa jako Julian König
- 2008: Inga Lindström - Ślub w Hardingsholm (Inga Lindström – Hochzeit in Hardingsholm) jako Lars Torberg
- 2008: Rosamunde Pilcher – Strzały miłości (Rosamunde Pilcher – Pfeile der Liebe) jako William Evans
- 2008: SOKO 5113 – Schwelbrand jako Ben Stiegler
- 2008-2013, 2019: Kobra – oddział specjalny (Alarm für Cobra 11 – Die Autobahnpolizei) jako Ben Jäger
- 2009: Donna Leon – Wie durch ein dunkles Glas jako Sergio
- 2011: SOKO Köln – Durch fremde Fenster jako Henning Kruse

### programy TV
- 2009: Die ultimative Chartshow
- 2010: Die Oliver Pocher Show
- 2010: Deutschland gegen Türkei - Das Duell
- 2011: Deutschland sucht den Superstar – Frühlingsgefühle
- 2011: Deutschland sucht den Superstar – Die große 80er Party
- 2012: Die Harald Schmidt Show
- 2012: Die Bülent Ceylan Show
- 2012: Die ultimative Chartshow
- 2013: TV total Stock Car Crash Challenge
- 2013: Schlag den Star
- 2013: Klein gegen Groß – Das unglaubliche Duell

### Gry komputerowe
- 2010: Alarm für Cobra 11 – Das Syndikat jako Ben Jäger (głos)
- 2009: Alarm für Cobra 11 – Highway Nights jako Ben Jäger (głos)
- 2008: Alarm für Cobra 11 – Burning Wheels jako Ben Jäger (głos)
- 2012: Alarm für Cobra 11 - Undercover jako Ben Jäger (głos)

## Dyskografia

### albumy
- 2011: Superficial Animal (wyd. Comude, 25 marca)
- 2011: Superficial Animal Special Edition (CD+DVD, wyd. 11 listopada)
- 2012: Superficial Animal Tour (DVD, wyd. 1 czerwca)
- 2012: Americanized (wyd. 5 października)
- 2013: Americanized Tour (2CD LIVE, wyd. Check One Two Perfect, 4 października)
- 2014: Unplugged in Köln (wyd. 25 kwietnia)
- 2015: So wie es ist (wyd. Check One Two Perfect, 20 lutego)

### single
- 2011: „Sexy” (wyd. 11 marca)
- 2011: „Drive My Car” (wyd. 3 czerwca)
- 2011: „The Longing” (wyd. 4 listopada)
- 2012: „Der Moment” (wyd. 20 stycznia)
- 2012: „Ain't Got You” (wyd. 28 września)
- 2012: „Nice Guys Finish Last” (wyd. 30 listopada)
- 2013: „When You Go” (wyd. 29 marca)
- 2013: „This Time” (wyd. 12 grudnia)
- 2014: „Fort von hier” (wyd. 12 grudnia)
- 2015: „Hey Puppe” (wyd. 13 marca)